# Aseksualność

Oficjalna flaga osób aseksualnych

Aseksualność, inaczej aseksualizm – całkowity lub częściowy brak pociągu seksualnego w stronę innych osób. Może być uznawana za orientację seksualną lub za jej brak. Często definiowana jest szerzej jako spektrum obejmujące różne odmiany tożsamości aseksualnych . 

## Aseksualność a romantyczność
Osoby w spektrum aseksualności zazwyczaj nie postrzegają ludzi w sposób seksualny, co oznacza, że nie są w stanie zostać pobudzone seksualnie czyimś wyglądem, ubiorem, kształtami, budową ciała itp.. Brak odczuwania pociągu seksualnego (lub jego słabszy poziom) nie oznacza jednak że osoby aseksualne nie są w stanie się zakochiwać czy posiadać partnerów.
Oprócz orientacji seksualnych (pociągu seksualnego w stronę innych osób) istnieją jeszcze orientacje romantyczne (pociąg romantyczny w stronę innych osób), i to głównie dzięki orientacji romantycznej osoby aseksualne dobierają sobie partnerów. Osoby aseksualne są w stanie także odczuwać atrakcyjność estetyczną, co oznacza, że mogą zostać zauroczeni lub podkochiwać się w jakiejś osobie ze względu na jej wygląd, jednak nie odczuwać przy tym seksualnego pociągu w jej stronę.

## Orientacje Romantyczne
Osoby aseksualne, choć zazwyczaj nie odczuwają pociągu seksualnego do żadnej z płci, mogą angażować się w związki romantyczne z innymi ludźmi. Obecnie najczęściej dokonuje się podziału aseksualistów na podstawie „orientacji romantycznej”, która odnosi się do sposobu, w jaki osoba doświadcza romantycznych uczuć, co jest odrębne od orientacji seksualnej. Wśród orientacji romantycznych wyróżniamy:

Osoby aseksualne, pragnąc uwzględnić swoją orientację romantyczną, często używają flagi aseksualizmu z serduszkiem w środku. Powyżej przedstawiony jest przykład flagi osoby aseksualnej i bi-romantycznej.

### Skierowane w konkretne płci:
- heteroromantyczność – pociąg romantyczny wobec osób przeciwnej płci[28][29][30][31][32];
- homoromantyczność – pociąg romantyczny wobec osób tej samej płci[28][29][30][31][32];
- biromantyczność – pociąg romantyczny zarówno do kobiet, jak i mężczyzn[28][29][30];
- skolioromantyczność – pociąg romantyczny wobec osób o niebinarnej tożsamości płciowej[29];
- panromantyczność – pociąg romantyczny do wszystkich typów osób, niezależnie od ich tożsamości płciowej;[28][29][30][31][32]
- androromantyczność – pociąg romantyczny wobec mężczyzn i/lub osób niebinarnych posiadających męskie cechy[29];
- gynoromantyczność – pociąg romantyczny wobec kobiet i/lub osób niebinarnych posiadających kobiece cechy[29];
- aromantyczność – brak pociągu romantycznego[33][29][34][30] lub pociąg romantyczny występujący rzadko i/lub słabo[31][32];

### Opisujące zjawiska zachodzące w orientacjach romantycznych:
- cupioromantyczność – pragnienie relacji romantycznej pomimo braku pociągu romantycznego[35];
- greyromantyczność – rzadkie występowanie pociągu romantycznego lub jego występowanie jedynie przy spełnieniu określonych warunków[35] Strefa pomiędzy alloromantycznością (posiadaniem pociągu romantycznego) a aromantycznością (brakiem pociągu romantycznego)[36];
- alloromantyczność – występowanie pociągu romantycznego[37]. Przeciwieństwo aromantyczności.[38];
- monoromantyczność – orientacje romantyczne obejmujące zainteresowanie do osób tylko jednej płci czy tożsamości płciowej np. homoromantyczność czy heteroromantyczność;
- poliromantyczność – orientacje romantyczne obejmujące zainteresowanie do więcej niż jednej płci czy tożsamości płciowej np. biromantyczność i panromantyczność[39];
- demiromantyczność – pociąg romantyczny, który występuje jedynie po nawiązaniu głębokiej więzi emocjonalnej[40][41][35]. Osoba demiromantyczna nie doświadcza romantycznych uczuć ani zauroczenia w sposób spontaniczny jak to często bywa w przypadku innych orientacji romantycznych, dlatego uczucia romantyczne nie są w stanie pojawić się w stosunku do obcych lub ledwo znanych osób[39];
- lithromantyczność (litromantyzm, akoiromantyzm) – odczuwanie pociągu romantycznego wobec innych, jednak bez potrzeby, aby te uczucia były odwzajemnione. Osoby litromantyczne nie chcą obustronnej miłości, mogą nawet stracić uczucia do danej osoby, jeśli dowiedzą się, że ta odwzajemnia miłość[35][42];

Orientacje romantyczne występują u każdej osoby, jednak ze względu na to, że u większości ludzi orientacja romantyczna jest skierowana wobec tych samych płci co seksualna, temat orientacji romantycznych bywa głównie omawiany w kontekście aseksualizmu.

## Stosunek do aktywności seksualnych w spektrum aseksualności
Aseksualność nie jest tym samym, co abstynencja seksualna. Brak pociągu seksualnego w stronę innych osób u aseksualistów nie musi zawsze oznaczać obrzydzenia seksem. Stosunek aseksualistów do współżycia czy masturbacji może objawiać się zupełnie inaczej u różnych osób. Zwykle wyróżnia się trzy główne poziomy:

### 1. Obrzydzenie (ang.sex-repulsed)
- Typ osób aseksualnych, które odczuwają silne negatywne emocje wobec seksu, takie jak wstręt, niechęć lub lęk. Mogą unikać rozmów na temat seksu, scen erotycznych w mediach oraz wszelkich działań seksualnych, zarówno w relacjach, jak i w odniesieniu do własnego ciała. Dla nich myśl o aktywności seksualnej może być nieprzyjemna lub stresująca[44][46][47].

### 2. Neutralność (ang.sex-indifferent)
- Typ osób aseksualnych, które nie odczuwają ani negatywnych, ani pozytywnych emocji związanych z seksem. Mogą go akceptować jako element życia społecznego lub związku, ale nie odczuwają wewnętrznej potrzeby angażowania się w aktywność seksualną. Często mogą zgodzić się na seks dla partnera lub jako formę ekspresji intymności, ale sam akt nie jest dla nich istotnym źródłem przyjemności[44][46].

### 3. Pozytywność (ang.sex-favorable)
- Typ osób aseksualnych, które mogą czerpać satysfakcję z aktywności seksualnej, nawet przy braku pociągu seksualnego do innych osób. Mogą cieszyć się bliskością fizyczną, przyjemnością płynącą z aktu seksualnego, a także traktować seks jako sposób budowania relacji[44][46].

Istnieją różne powody dla których ludzie (nie tylko aseksualiści) podejmują się aktywności seksualnych: przyjemność którą taka aktywność powoduje, zaspokajanie potrzeb partnera, bliskość z partnerem czy chęć spłodzenia potomka. Osoby aseksualne mogą często również doświadczać przyjemności z autoerotyzmu oraz posiadać fantazje erotyczne.
Aseksualność nie jest tożsama z hipolibidemią (brakiem lub utratą potrzeb seksualnych). Wielu aseksualistów posiada libido, lecz nie jest ono zwrócone w stronę innych osób.

## Orientacje seksualne wchodzące w spektrum aseksualizmu

Flaga demiseksualności - jednej z orientacji wchodzących w spektrum aseksualizmu

Aseksualizm to orientacja, która w porównaniu do innych charakteryzuje się dużą różnorodnością. Często bywa opisywana jako spektrum, obejmujące różne formy zainteresowania intymnością. W ramach tego spektrum wyróżnia się liczne podorientacje seksualne, takie jak:
- demiseksualność – nieodczuwanie pociągu seksualnego, jednak w przeciwieństwie do zwykłego aseksualizmu, pociąg seksualny może zaistnieć, ale wyłącznie wobec osoby, z którą została nawiązana silna więź emocjonalna[53];
- cupioseksualność – chęć do posiadania seksualnej relacji, ale brak odczuwania pociągu seksualnego[54];
- lithseksualność – brak chęci do posiadania seksualnej relacji, ale odczuwanie pociągu seksualnego[54];
- apothiseksualność – silna niechęć do seksu i odrzucanie jego idei zarówno w odniesieniu do siebie, jak i innych[54];
- grayseksualność (szara seksualność) – strefa pomiędzy aseksualnością a seksualnością; osoby, które mogą sporadycznie odczuwać pociąg seksualny (lub tylko w bardzo specyficznych okolicznościach)[54];
- abroseksualność – pociąg seksualny który zmienia się w czasie, często w sposób płynny i nieprzewidywalny[54];
- aegoseksualność – zainteresowanie seksem w formie fantazji lub treści erotycznych, jednak bez potrzeby uczestniczenia w nim osobiście ani utożsamiania się z tymi doświadczeniami[54];
- frayseksualność – odczuwanie pociągu seksualnego tylko na początku znajomości. Pociąg seksualny zanika wraz z pogłębianiem relacji[54];
- placioseksualność – czerpanie satysfakcji z dawania przyjemności seksualnej innym, jednak niechęć do otrzymywania takich doznań[55];

## Przyczyny aseksualności
Przyczyny aseksualizmu nie są jednoznacznie określone i pozostają przedmiotem badań naukowych. Podobnie jak w przypadku innych orientacji seksualnych, istnieją różne teorie na temat jego pochodzenia, jednak żadna z nich nie została jednoznacznie potwierdzona.

### Czynniki biologiczne
Niektóre badania sugerują, że aseksualizm może mieć podłoże biologiczne. Wskazuje się na możliwość wpływu czynników genetycznych, poziomu hormonów czy struktury mózgu na brak odczuwania pociągu seksualnego. Jednak nie wykazano dotąd jednoznacznych różnic biologicznych pomiędzy osobami aseksualnymi a osobami odczuwającymi pociąg seksualny.

### Czynniki psychologiczne i środowiskowe
Niektórzy badacze analizują wpływ doświadczeń życiowych, wychowania oraz kontekstu kulturowego na rozwój aseksualizmu. Jednak nie ma dowodów na to, że aseksualizm wynika z traumy, wychowania czy świadomego wyboru – większość aseksualnych osób postrzega swoją orientację jako wrodzoną i niezmienną.

### Aseksualizm jako naturalna orientacja
Współczesne podejście do aseksualizmu zakłada, że podobnie jak heteroseksualność, homoseksualność czy biseksualność, może on być wrodzoną cechą człowieka. Nie jest on uważany za zaburzenie ani wynik problemów psychicznych, lecz za jedną z naturalnych wariacji ludzkiej seksualności.
Nie istnieje jedna, określona przyczyna aseksualizmu. Może on wynikać z kombinacji czynników biologicznych, psychologicznych oraz społecznych, choć wiele osób aseksualnych postrzega swoją orientację jako wrodzoną i niezależną od zewnętrznych czynników.

## Badania naukowe

### Aseksualność jako orientacja seksualna

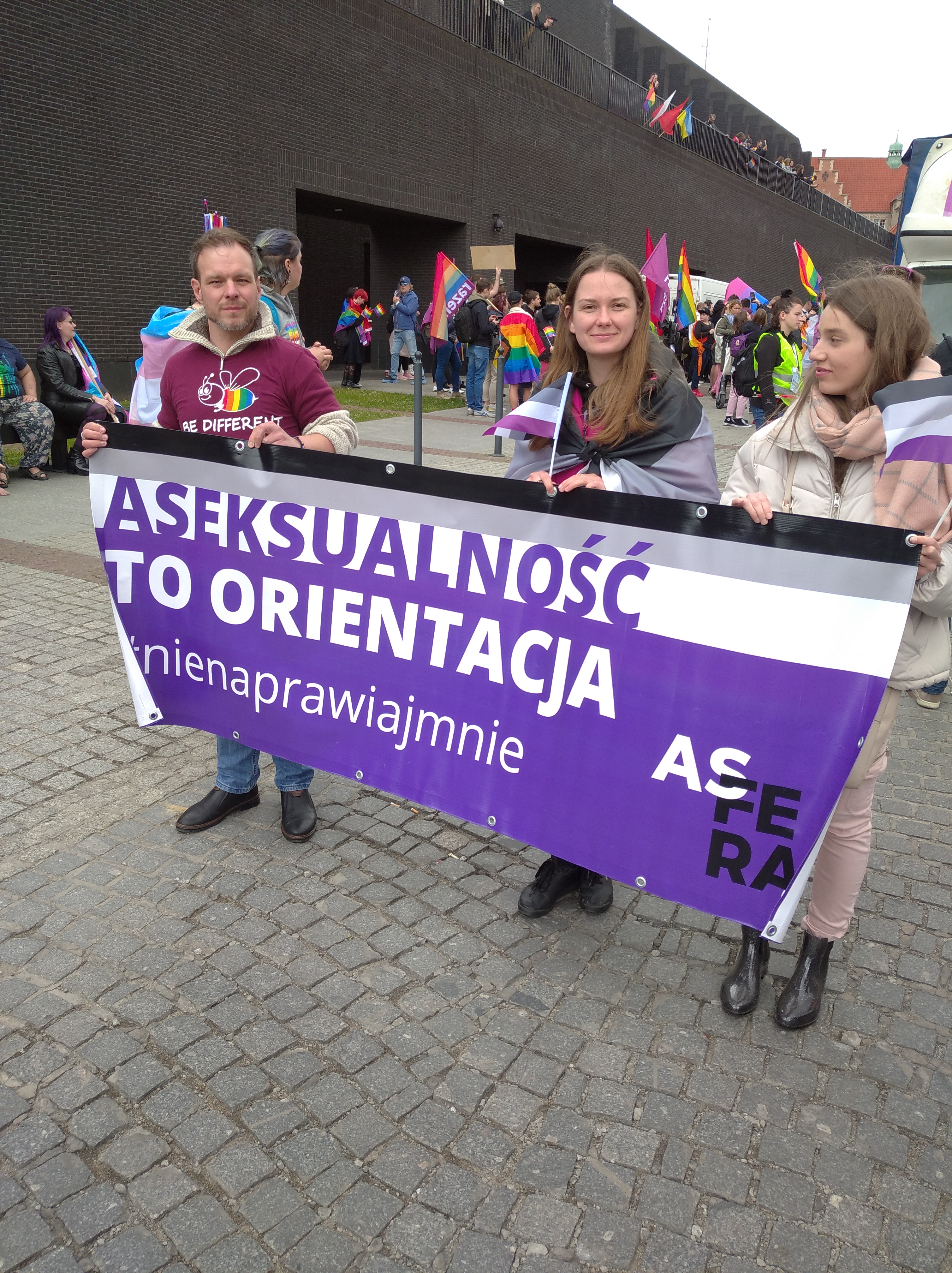
Baner Asfery - stowarzyszenia na rzecz osób ze spektrum aseksualności (2022).

Długo trwały debaty nad tym, czy aseksualność jest orientacją seksualną, czy nie. Myślano, że część osób określających się jako aseksualne spełnia kryteria hipolibidemii, jednak naukowcy tacy jak dr Bella DePaulo zauważają, że skoro ich stan nie sprawia im żadnych uciążliwości ani nie przysparza cierpień, nie można nazywać go zaburzeniem. Inni przypominali, że niegdyś to samo mówiono o homoseksualizmie, a teraz jest on rozpoznawany jako orientacja seksualna.
Michael D. Storms uważał, że orientacja seksualna to dwa kontinua, oś heteroseksualności i homoseksualności, a orientacja to wyjściowa suma tych dwóch osi. Osoby mocno heteroseksualne i mało homoseksualne nazywamy heteroseksualnymi. Mocno homoseksualne i mało heteroseksualne – homoseksualnymi. Mocno heteroseksualne i mocno homoseksualne – biseksualnymi. A mało heteroseksualne i mało homoseksualne – aseksualnymi. Zgodnie z takim ujęciem aseksualność jest rzeczywiście jedną z orientacji seksualnych.
W 2015 roku powstał kwestionariusz umożliwiający rozróżnienie osób aseksualnych od alloseksualnych bez względu na to, czy dana osoba sama identyfikowała się jako osoba aseksualna czy nie. Dzięki temu możliwe było przeprowadzenie badania porównującego osoby aseksualne z osobami z HSDD, czyli zespołem obniżonego popędu płciowego. Badanie to wykazało znaczące różnice pomiędzy tymi dwiema grupami, co doprowadziło do odrzucenia hipotezy o tym, że aseksualność mogłaby być uznawana za zaburzenie seksualne.

### Demografia
W połowie dwudziestego wieku Alfred Kinsey ocenił każdą osobę w grupie badanych w skali od 0 do 6, według ich orientacji seksualnej: od heteroseksualnej do homoseksualnej (współcześnie znane jako skala Kinseya). Dodał też kategorię oznaczoną „X” dla osób bez kontaktów i reakcji socjoseksualnych. Według Kinseya 1,5% populacji dorosłych mężczyzn należało do kategorii „X”. W drugiej książce opisał dokładniej osoby do niej należące: stanowiły 14–19% niezamężnych kobiet, 1–3% zamężnych kobiet, 5–8% zamężnych w przeszłości kobiet, 3–4% nieżonatych mężczyzn, 0% żonatych mężczyzn i 1–2% żonatych w przeszłości mężczyzn.
Więcej danych demograficznych o aseksualistach pojawiło się w 1994 roku, kiedy to po wybuchu pandemii AIDS w Wielkiej Brytanii została przeprowadzona ankieta dotycząca między innymi pociągu seksualnego. 1,05% badanych odpowiedziało, że nigdy nie odczuwało go wobec żadnej z płci. W 2004 roku dr Anthony Bogaert zauważył, że osób aseksualnych może być dużo więcej, ponieważ 30% osób, z którymi skontaktowali się ankieterzy odmówiło udziału w badaniu, a wydaje się bardzo prawdopodobne, że osoby aseksualne były bardziej skłonne do odmówienia udziału w badaniach dotyczących seksualności, ponieważ nie miały doświadczeń seksualnych. Według tych samych badań osoby homoseksualne i biseksualne stanowiły razem 1,1% populacji.
Badania przeprowadzone na baranach dowiodły, że 2–3% osobników badanej populacji kompletnie nie wykazywało zainteresowania żadną z płci. Inne badania, przeprowadzone na szczurach i myszoskoczkach wykazały brak zainteresowania samicami u 12% samców. Jednakże interakcje między samcami nie zostały sprawdzone (ze względu na agresję obu gatunków).

### Starsza klasyfikacja
Niektórzy aseksualiści używają klasyfikacji, którą opisał (a później z niej zrezygnował) założyciel AVEN, David Jay:
- typ A posiada libido, ale nie odczuwa pociągu romantycznego wobec innych osób
- typ B nie posiada libido, ale odczuwa pociąg romantyczny wobec innych osób
- typ C posiada libido i odczuwa pociąg romantyczny wobec innych osób, ale nie doświadcza ich jako powiązanych ze sobą
- typ D nie posiada libido i nie odczuwa pociągu romantycznego wobec innych osób

Klasyfikacja ta nie jest już oficjalnie używana z powodu bycia zbyt ograniczoną, jednak niektórzy aseksualiści uważają, że jest to dobry sposób na określenie ich orientacji.

## Społeczność aseksualna
Dr Elizabeth Abbott, autorka Historii celibatu potwierdza różnicę między aseksualnością a abstynencją seksualną i przypuszcza, że w populacji od zawsze istniał pierwiastek aseksualny, jednak aseksualiści pozostawali w ukryciu. Choć w średniowiecznej Europie nieskonsumowanie związku uważane było za „obrazę dla sakramentu małżeństwa”, aseksualność – w przeciwieństwie do homoseksualności – nigdy nie była nielegalna, przez co aseksualiści pozostali niewidoczni. Dopiero w XXI wieku, dzięki powszechnemu dostępowi do Internetu i popularności serwisów społecznościowych mogła powstać społeczność zbudowana na bazie wspólnej tożsamości aseksualnej.
W 2001 roku powstało AVEN (ang. Asexual Visibility and Education Network, czyli „sieć widoczności i edukacji aseksualnej”), założone przez Davida Jaya w celu zwiększenia akceptacji aseksualności w społeczeństwie, zainicjowania publicznej dyskusji na jego temat oraz działania na rzecz rozwoju społeczności aseksualnej. Od tego czasu sieć znacznie się powiększyła – obecnie posiada ponad 35 tys. zarejestrowanych użytkowników i jest największą społecznością aseksualistów w Internecie, będąc jednocześnie źródłem informacji i miejscem spotkań dla ludzi aseksualnych lub zastanawiających się nad swoją orientacją seksualną, ich przyjaciół i rodzin, naukowców i prasy. Istnieje też 13 skupionych wokół AVEN społeczności lokalnych, między innymi jedna w Polsce. Członkowie AVEN angażują się w materiały na temat aseksualności w telewizji, prasie i radiu oraz uczestniczą w wykładach, konferencjach i paradach na całym świecie.
Zdaniem części członków społeczności duża część społeczeństwa nie rozumie lub nie wierzy w aseksualność, dlatego też przedstawienie swojego punktu widzenia całemu społeczeństwu jest ważne, aby zapobiec pojawieniu się ewentualnej dyskryminacji lub uprzedzeń wobec osób aseksualnych, na co nie ma dotychczas dowodów. Dzięki istnieniu społeczności takich jak AVEN, osoby aseksualne mają możliwość znalezienia ludzi, którzy doświadczają tego samego, dzięki czemu nie muszą czuć się osamotnione i odizolowane od społeczeństwa.

### Symbole
Po okresie debaty, w sierpniu 2010, na potrzeby parad Pride została wybrana flaga dla społeczności aseksualnej. Każdy z kolorów na fladze ma swoje znaczenie – czarny reprezentuje aseksualność, szary: demiseksualizm i tzw. szarą aseksualność, biały: sprzymierzeńców, a fioletowy: społeczność. Kolory są też odniesieniem do trójkąta używanego przez AVEN. Od tego czasu jest często używana jako symbol aseksualności na paradach, festiwalach, w Internecie, prasie, na bransoletkach, szalikach, plakietkach itp.

Niektórzy członkowie społeczności aseksualnej noszą czarny pierścień na środkowym palcu prawej ręki na znak identyfikacji. Niektóre osoby aseksualne używają asów w różnych kolorach jako symboli swojej orientacji romantycznej, na przykład as pik dla osób aromantycznych i as kier dla osób alloromantycznych.

Używany przez AVEN trójkąt reprezentujący aseksualność. Górny bok reprezentuje skalę Kinseya, a trzeci wierzchołek – drugi wymiar pociągu seksualnego, czyli osoby aseksualne[81]
Flaga aseksualności składa się z 4 pasów – czarnego, szarego, białego i fioletowego
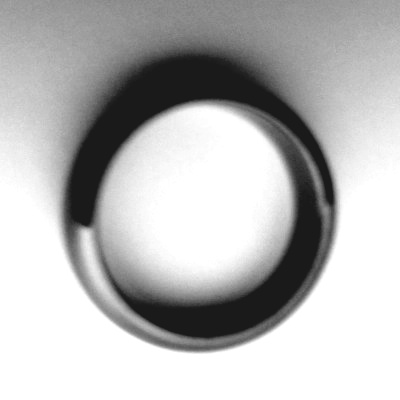
Czarny pierścień, noszony na środkowym palcu prawej ręki, może wyrażać aseksualność.

### Wydarzenia
29 czerwca 2014 roku AVEN zorganizowało w Toronto drugą Międzynarodową Konferencję Aseksualności, będącą wydarzeniem towarzyszącym WorldPride. Pierwsza odbyła się podczas World Pride 2012 w Londynie.
Międzynarodowy Dzień Aseksualności obchodzony jest co roku 6 kwietnia. Po raz pierwszy obchodzony był w 2021 roku przy udziale organizacji osób aseksualnych z co najmniej 26 krajów. W zorganizowanie pierwszych obchodów zaangażowana była m.in. modelka Yasmin Benoit.